# Brodzany
Brodzany es un municipio del distrito de Partizánske en la región de Trenčín, Eslovaquia, con una población estimada a final del año 2024 de 890 habitantes.
Se encuentra ubicado al sur de la región, cerca del río Nitra (cuenca hidrográfica del Danubio) y de la frontera con la región de Nitra.

## Demografía
| Año        | 1994 | 2004    | 2014    | 2024    |
| ---------- | ---- | ------- | ------- | ------- |
| Población  | 788  | 815     | 813     | 890     |
| Diferencia |      | +3,42 % | −0,24 % | +9,47 % |

| Año        | 2023 | 2024    |
| ---------- | ---- | ------- |
| Población  | 889  | 890     |
| Diferencia |      | +0,11 % |